# Avtandil
 (mai 2014).
 (avril 2016).
Si vous disposez d'ouvrages ou d'articles de référence ou si vous connaissez des sites web de qualité traitant du thème abordé ici, merci de compléter l'article en donnant les références utiles à sa vérifiabilité et en les liant à la section « Notes et références ».
Avtandil est un prénom masculin, traduit de l'ancien persan (en français, « le cœur de la patrie »). 
Il est commun dans les États du Caucase et est chanté dans le poème de Chota Roustavéli, Le Chevalier à la peau de panthère.

## Personnalités portant ce prénom
- Pour l'ensemble des articles sur les personnes portant ce prénom, consulter :
  - la liste des articles dont le titre commence par ce prénom
  - les listes produites par Wikidata : Liste des personnes de prénom « Avtandil » — même liste en incluant les éventuels prénoms composés qui contiennent « Avtandil ».
- Avtandil Gogoberidze,
- Avtandil Djorbenadze, ministre d'Etat de 2001 à 2003.
- Avtandil Kopaliani, rugbyman évoluant en France.
- Avtandil Tchrikishvili.

- (en) Cet article est partiellement ou en totalité issu de l’article de Wikipédia en anglais intitulé « Avtandil » (voir la liste des auteurs).